# Glória Maria

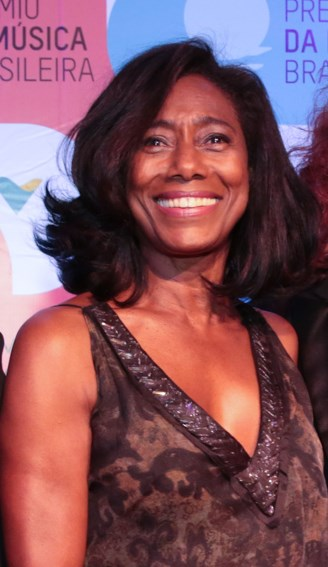
Glória Maria (2014)

Glória Maria, eigentlich Glória Maria Matta da Silva (geboren am 15. August 1949 in Rio de Janeiro, gestorben am 2. Februar 2023 ebenda) war eine brasilianische Journalistin, Reporterin und Moderatorin des Fernsehsenders TV Globo. Als erste schwarze und weibliche Fernsehjournalistin Brasiliens begann sie 1970 für die Nachrichtensendungen des Senders zu berichten, u. a. für das Jornal Nacional. Von 1986 bis 2007 war sie als Reporterin und Moderatorin für das wöchentlich ausgestrahlte Reportagemagazin Fantástico tätig, 2010 bis 2022 in gleicher Funktion für die ebenso wöchentlich ausgestrahlte Sendung Globo Repórter.
Bekannt wurde Glória Maria vor allem durch ihre Reisereportagen zu ungewöhnlichen und von Brasilien aus sehr weit entfernt liegenden Ländern sowie Interviews mit brasilianischen und internationalen Prominenten. Als schwarze Frau wurde sie durch ihre Präsenz im landesweit ausgestrahlten Programm von TV Globo Vorbild und Identifikationsfigur für viele in Brasilien, insbesondere der schwarzen Bevölkerung. Vielfach thematisierte Glória Maria öffentlich ihre Rassismuserfahrungen und war damit eine Vorreiterin für die Gleichberechtigung schwarzer Menschen in Brasilien.

## Leben

### Jugend und Ausbildung
Glória Maria wurde im Stadtteil Vila Isabel im Norden von Rio de Janeiro geboren und wuchs in einfachen Verhältnissen auf. Ihr Vater Cosme Braga da Silva war Schneider, ihre Mutter Edna Alves Matta Hausfrau, ihre Großmutter durch das Lei do Ventre Livre erste von Geburt an freie, nicht versklavte Vorfahrin. Nach der frühen Trennung der Eltern wuchs Glória Maria bei ihrer Großmutter auf.
Sie besuchte die öffentlichen Schulen Rivadavia Corrêa und Colégio Pedro II und schloss 1967 ihre Schulausbildung mit herausragenden Noten im Vestibular ab, die es ihr ermöglichten anschließend ein Journalismus-Studium (Comunicação Social) an der privaten Katholischen Universität von Rio zu absolvieren.

### Einstieg bei TV Globo
Zur gleichen Zeit, in den 1960er Jahren, begann Glória Maria ohne Wissen ihrer Eltern, sich beim Karnevalsblock Cacique de Ramos zu engagieren und soll als erste Prinzessin des Blocks überhaupt ausgewählt worden sein. Unter anderem trat sie mit dem Karnevalsblock in der Fernsehshow Discoteca do Chacrinha des prominenten Moderators Chacrinha des Senders TV Globo auftrat. Nach dem Auftritt soll Glória Maria den Moderator erfolgreich um ein Praktikum beim Sender gebeten haben. Nach anderen Quellen hätte eine Freundin sie auf eine ausgeschriebene Praktikumsstelle hingewiesen, auf die sie sich erfolgreich beworben habe.
In dem unbezahlten, einjährigen Praktikum war sie zunächst für das Radioprogramm von TV Globo tätig. Parallel arbeitete Glória Maria als Telefonistin beim damaligen staatlichen Telekommunikationsunternehmen Companhia Telefônica Brasileira.
Nach dem Praktikum war sie weiter für den Sender tätig, sie erhielt eine Anstellung als Reporterin in der Nachrichtenredaktion des Fernsehsenders, angeleitet und unterstützt von ihrem Mentor Orlando Moreira, dem ersten Reporter von TV-Globo. Ihr erster Fernsehbericht wurde am 20. November 1971 übertragen, in dem sie über den Einsturz der Brücke Elevado Paulo de Frontin (offiziell „Viaduto Engenheiro Freyssinet“) in Rio de Janeiro informierte. Ihr Auftritt war der erste einer schwarzen Fernsehjournalistin in der Geschichte des brasilianischen Fernsehens. Glória Maria gelang es, beim Sender aufzusteigen, sie moderierte und leitete Sendungen wie RJTV und Bom Dia Rio, lokale Nachrichtensendungen für den Raum Rio de Janeiro.
Später war sie auch für die nationalen Nachrichtenformate des Senders tätig, wie Jornal Hoje und Jornal Nacional, letztere bis heute die meistgesehene Nachrichtensendung Brasiliens. Große Bekanntheit erlangte sie unter anderem durch ihren Berichterstattung 1974 über die Vorbereitungen der brasilianischen Fußballnationalmannschaft für die im gleichen Jahr in Deutschland stattfindende Weltmeisterschaft. TV Globo übertrug die Fußballspiele der Weltmeisterschaft erstmals in Farbe, ebenso erstmals eingebettet in ein Rahmenprogramm journalistischer Berichterstattung, u. a. mit von Glória Maria geführten Interviews der Nationalspieler. Im Rahmen des Jornal Nacional war sie auch die erste brasilianische Journalistin, die live und in Farbe berichtete. Ebenso war sie Pionierin 1977, als sie im Rahmen ihrer Berichterstattung über die Amtseinführung von Jimmy Carter diesen als erste ausländische – und schwarze – Journalistin interviewte.

### Fantástico(1986–2007)
1986 erhielt Glória Maria einen festen Reportage-Slot im Rahmen des sonntäglich ausgestrahlten Reportagemagazins Fantástico. Von 1988 bis 2007 moderierte sie die Sendung zudem gemeinsam mit Pedro Bial.
Im Rahmen von Fantástico berichtete Glória Maria über ein breites Themenspektrum, bekannt wurde sie vor allem mit ihren Reisereportagen über weit entfernte und für das brasilianische Publikum ungewöhnliche Länder. Allein für Fantástico soll sie gut 100 Länder bereist haben. Unter anderem produzierte sie Reportagen über die Sahara-Wüste, ihre nach biblischem Vorbild vollbrachte Wanderung von Israel nach Ägypten, aber auch über den Falklandkrieg mit Live-Berichterstattung über den vereinbarten Waffenstillstand (1982), die Geiselnahme des brasilianischen Botschafters und Stürmung der japanischen Botschaft in Peru durch die Terrorgruppe Movimiento Revolucionario Túpac Amaru (1996), die Olympische Sommerspiele in Atlanta (1996), die Herren-Fußballweltmeisterschaft in Frankreich (1998) und viele andere internationale Ereignisse.
Darüber hinaus interviewte sie für Fantástico brasilianische und internationale Prominente, unter anderem Freddie Mercury anlässlich seines Auftritts beim ersten Rock-in-Rio-Festival (1985), Michael Jackson bei den Dreharbeiten für dessen Musikvideo von They Don't Care About Us in Rio de Janeiro (1996), Elton John (2001), Madonna (2005), Mick Jagger (1984), Nicole Kidman (2001) und Leonardo DiCaprio. 2006 begleitete sie den Schriftsteller Paulo Coelho auf seiner Reise mit der Transsibirischen Eisenbahn.
2007 moderierte Glória Maria gemeinsam mit ihrem Kollegen Lúcio Rodrigues die erste in HD-Qualität übertragene Sendung des brasilianischen Fernsehens, eine Fantástico-Reportage über das vom indigenen Volk der Kamayurá begangene Pequi-Fest.

### Globo Repórter(2010–2022)
Ende 2007 entschied sich Glória Maria für eine Auszeit von ihrer Arbeit beim Fernsehen, Patricia Poeta übernahm ihre Rolle bei Fantástico. Zwei Jahre lang bereiste sie verschiedene Länder der Welt (u. a. Indien und Nigeria) und war als Freiwillige tätig, unter anderem in einem Waisenhaus in Salvador.
2010 kehrte sie als Sonderreporterin und Co-Moderatorin neben Sérgio Chapelin von Globo Repórter zum Sender zurück, dabei knüpfte sie inhaltlich an ihrer vorherige Arbeit der Reisereportagen an. Unter anderem produzierte sie Reportagen über den Grand Canyon, Oman, Dubai, die Provence, Vietnam, Laos, Kambodscha und Myanmar. Bei ihrer Reportage über Macau im Jahr 2017 vollführte sie einen Bungee-Jump von der damals höchsten Sprungplattform der Welt von 233 Metern. Ab 2019 moderierte sie die Sendung gemeinsam mit Sandra Annenberg.
Die Redaktion der Sendung Globo Repórter betreute neben der eigentlichen Sendung auch den jährlich am letzten Freitag des Jahres ausgestrahlten Jahresrückblick (Retrospetiva), den Glória Maria dementsprechend als Moderatorin präsentiere.

### Lebensende und Nachruf
Im November 2019 wurde der Journalistin ein Hirntumor diagnostiziert, sodass sie zunächst eine Arbeitspause zur medizinischen Behandlung einlegte, und der Tumor erfolgreich entfernt werden konnte. Ende 2020 erkrankte sie an einer Lungeninfektion. Mit dem Willen, ihre journalistische Arbeit wieder aufnehmen zu wollen, widersprach sie noch 2021 Gerüchten, sie wolle in den Ruhestand gehen. und zeigte sich bestürzt darüber, dass ihr Sender ohne Absprache bereits das Ende ihrer Tätigkeit bekannt gegeben hatte. Trotz gesundheitlicher Besserung war es ihr jedoch anschließend während der Covid-Pandemie aufgrund ihres Risikostatus als Krebspatientin nicht möglich, in Präsenz im Studio tätig zu sein. Mitte 2022 kehrte sie für kurze Zeit ins Fernsehstudio zurück, ihren letzten Fernsehauftritt hatte sie am 5. August 2022 bei Globo Repórter.
Im Dezember 2022 wurde Glória Maria zur Behandlung eines Lungenkrebses in die Privatklinik Copa Star Hospital eingeliefert. In den letzten Tagen schlug die Behandlung der Metastasen nicht mehr an, Glória Maria verstarb am 2. Februar 2023 im Alter von 73 Jahren. Ihr Leichnam wurde auf dem Penitência-Friedhof in Rio de Janeiro in Anwesenheit von Familienmitgliedern und Freunden beigesetzt, neben ihren Töchtern, Kolleginnen und Kollegen wie ihr früherer Co-Moderator Pedro Bial und die zweite schwarze Fernsehjournalistin bei TV Globo und Fantástico-Moderatorin Maju Coutinho, wie auch die Schauspielerin Marina Ruy Barbosa, Narcisa Tambrindeguy und der Erbe Globo-Medienkonzerns Roberto Marinho Neto. Die traditionelle katholische Totenmesse nach sieben Tagen fand in der Kapelle der brasilianischen Botschaft in Lissabon statt.
Die Nachricht des Todes von Glória Maria löste brasilienweit Bedauern und Trauer aus, die Regierung des Bundesstaates Rio de Janeiro rief einen Tag Staatstrauer aus. In zahlreichen Nachrufen wurde ihre Rolle als Vorreiterin, Vorbild und Identifikationsfigur für die schwarze wie weiblichen Bevölkerung Brasiliens betont. Kolleginnen und Kollegen ihres Senders TV Globo widmeten der Verstorbenen die gesamte Folge des von ihr bis 2007 moderierten Magazins Fantástico des 5. Februars. Einmalig trug die Sendung dafür den Titel Fantástica, in Bezug auf die Gewürdigte in femininer statt der üblichen maskulinen Deklination. Ebenso gewürdigt wurde Glória Maria bei Umzügen des zwei Wochen nach ihrem Tod stattfindenden Karnevals.
Das Vermögen Glória Marias soll sich zum Zeitpunkt ihres Todes auf etwa 25 Millionen Reais (4,5 Millionen Euro) belaufen haben. Verwaltet wir das Erbe bis zur Volljährigkeit der beiden Töchter durch den Globo-Konzern-Eigentümer und Paten der Töchter, Robert Marinho Neto.

## Privat
Obwohl durch Fernsehen sehr bekannt und präsent, war Glória Maria besonders darauf bedachtet, nur wenige Details über ihr Privatleben preiszugeben. Dazu gehörte unter anderem ihr exaktes Geburtsdatum, das sie lange verschwieg bzw. es auf zehn Jahre später (1959 statt 1949) datierte. 2014 veröffentlichte der Journalist Alvaro Leme einen Screenshot des Krankenversicherungsvertrags mit dem Geburtsdatum Glória Marias, das sie jedoch weder bestätigte noch dementierte. Die Interview-Frage nach ihrem Geburtsdatum und ihre Antworten gewannen den Charakter eines Running Gags.
Ebenso zurückhaltend war Glória Maria für lange Zeit hinsichtlich ihrer Lebenspartner und romantischen Beziehungen. Erst in einem Interview von 2003 nannte sie namentlich als vergangenen Lebenspartner Hans Bernhard (1976–84), Eric Auguin (1985–91), Frederico Fragoso (2003) und Martin Stenmarck (2003). Darüber hinaus machte sie öffentlich, dass sie fünf Jahre zuvor (1998) in kleinem Kreis geheiratet hatte, ohne dabei Namen des Partners, aber dessen ausländische Staatsangehörigkeit zu nennen. Die Ehe wurde wenige Jahre später geschieden. Abseits der von Glória Maria veröffentlichten Details sind Beziehungen mit Carlos Araújo (2006–07), Olivier Anquier (2008) und Paulo Mesquita (2010–12) belegt. Zudem wurde 2020 durch die Biografie des TV-Globo-Erben José Roberto Marinho bekannt, dass dieser in den 1970er Jahren eine Beziehung mit Glória Maria unterhielt.
Während ihrer zweijährigen Auszeit von TV Globo zwischen 2008 und 2010, war sie unter anderem als Ehrenamtliche in einem Waisenhaus der Organização de Auxílio Fraterno in Salvador tätig. Nach eigener Aussage hatte sie bis dato keinen Kinderwunsch verspürt, lernte bei der Arbeit jedoch zwei junge Mädchen im Alter von 17 Tagen bzw. 9. Monaten kennen, die sie 2009 aufnahm und adoptierte. Für die Zeit des elfmonatigen Adoptionsprozesses zog Glória Maria nach Salvador um.

## Rezeption

### Identifikationsfigur und Ikone
Als erste weibliche, schwarze und aus armen Verhältnissen stammende Fernsehjournalistin Brasiliens gewann Glória Maria im gesamten Land an großer Bekanntheit und Popularität. Glória Maria, die einzige schwarze Frau im brasilianischen Fernsehen zu Beginn ihrer Karriere 1970, entwickelte sich zu einer Ikone der schwarzen wie weiblichen Bevölkerung Brasiliens. Sie wird oft als „Vorbild einer ganzen Generation“ bezeichnet, und als „wichtigste schwarze Journalistin Brasiliens“.
Gleichermaßen erlebte und prägten Glória Maria als schwarze Frau zahlreiche Rassismus-Erfahrungen sowohl in dem von weißen Brasilianerinnen und Brasilianern dominierten Bereich des Fernsehens wie darüber hinaus. Bis zum Ende ihrer Karriere thematisierte sie diese Erfahrungen in Interviews und sah sie als Teil ihrer Biografie. Wörtlich dokumentiert ist der Vorfall vom Juni 1980 bei dem der Journalistin der Zutritt durch den Haupteingang des Luxushotels Othon Palace Hotel an der Copacabana verwehrt wurde, da Schwarze den Hintereingang zu nutzen hätten. Glória Maria rief daraufhin die Polizei um (nach eigenen Angaben als erste Person in Brasilien überhaupt) das 1951 eingeführte Gesetz des Verbot rassistischer Diskriminierung („Lei Afonso Arinos“) erfolgreich durchzusetzen. Nachdem sie den letzten Staatspräsidenten der Militärdiktatur João Figueiredo öffentlich auf einen Grammatikfehler seiner Rede hinwies, verwies dieser sie des Saales und beschwerte sich mehrmals in rassischer Form über ihre Anwesenheit in Pressekonferenzen. Auch während ihrer Zeit als Moderatorin von Fantástico erhielt sie bzw. die Redaktion unzählige Drohungen und Beschwerden mit der Forderung, sie durch eine Moderation weißer Hautfarbe zu ersetzen.

### Journalistische Pionierin
Glória Maria war ebenso im beruflichen Feld des Fernsehjournalismus Pionierin, da mit ihr erstmals eine Reporterin filmte und das Fernsehpublikum direkt in einem Bericht ansprach. Sie entwickelte dabei einen eigenen markanten Stil der Berichterstattung – langsam vor der Kamera laufend, dabei Gesehenes und Gefühltes beschreibend –, der bis heute als Referenz gilt. Auch galt ihr Modestil als herausragend.
Durch ihre Inhalte brachte sie der breiten brasilianischen Bevölkerung oft gemeinhin als wenig bekannte und ungewöhnliche Themen (bzw. Ländern) nahe und zeigte dabei als schwarze Frau auf, dass diese nicht einer weißen Oberklasse vorbehalten seien. Ihre Interviews waren seltene Gelegenheiten für das brasilianische Publikum, internationale Prominente mit portugiesischsprachiger Übersetzung zu erleben.

### Medien-Prominenz
Bis 2007 vor allem als Journalistin und Moderatorin von TV Globo bekannt, gewann Glória Maria ab 2010 den Status einer Prominenten und damit Sujet von Medien wie Internetkultur. Anekdoten, Interviewschnipsel wie auch bspw. ihre Beiträge auf Instagram gewannen mediale Aufmerksamkeit, markante Szenen ihrer Reportagen wurden zum Internetmeme-Charakter. Dazu gehören beispielsweise ihr täglicher Konsum von 80 Vitamintabletten, ihr Cannabis-Konsum während einer Reportage im Jahr 2016 über eine Rastafari-Gemeinschaft in Jamaika, und ihr winterliches Eisbad in einem norwegischen Fjord 2019.

### Auszeichnungen und Ehrungen
- Medalha Chiquinha Gonzaga (2008)[44], vergeben durch die Stadtverwaltung von Rio de Janeiro
- Lifetime Achievement (2011),[45] vergeben durch den brasilianischen Verband der Auslandspresse ABI Ínter
- Troféu Raça Negra (2012)[46] für ihre Verdienste für die schwarze Bevölkerung, vergeben durch die NGO Afrobras
- III Prêmio Anu (2013)[47], vergeben durch die Central Única das Favelas